# Bolttsia minuta
Bolttsia minuta is een vlokreeftensoort uit de familie van de Bolttsiidae. De wetenschappelijke naam van de soort is voor het eerst geldig gepubliceerd in 1976 door Griffiths.